# Ijma (village)
Ijma (russe : Ижма, komi : И́зьва, Iźva) est un village et le centre administratif du raïon d'Ijma de la république des Komis en Russie.

## Géographie
Ijma est situé sur les rives de la rivière Ijma, à 544 kilomètres au nord de Syktyvkar la capitale de la république.
En 1989, 79% des habitants du village étaient Komis.
Le village abrite l'aéroport d'Ijma (en).

## Histoire
Le village d'Ijma est mentionné pour la première fois en 1576. Il a été fondé par des Komis qui ont quitté la région de la rivière Vym et le cours supérieur du fleuve Mezen.
À côté des Komis, des Russes et des Nénètses habitaient le village.
Les habitants d'Ijma pratiquaient la chasse, la pêche, l'agriculture et, à partir du XVIIIe siècle, l'élevage de rennes.
De 1922 à 1929, Izhma était le centre administratif du raïon d'Imo-Petchora de la région autonome Komi (Zyryan) de la province d'Arkhangelsk.
En 1929, Ijma est devenu le centre du raïon d'Ijma.

## Démographie
La population d'Ijma a évolué comme suit:
| 1939  | 1959  | 1970  | 1979  | 1989  |
| ----- | ----- | ----- | ----- | ----- |
| 2 452 | 2 495 | 3 090 | 3 253 | 3 595 |

| 2002  | 2010  | 2021  | - | - |
| ----- | ----- | ----- | - | - |
| 3 786 | 3 753 | 3 917 | - | - |